# Moja modlitwa
Moja modlitwa (oryg. bułg. Моята молитва) – wiersz Christo Botewa opublikowany po raz pierwszy w 1873, zaś w nowej, zmienionej wersji dwa lata później.
Utwór składa się z dziesięciu czterowersowych strof. W pierwszej z nich podmiot liryczny zwraca się do Boga, zaznaczając, że nie chodzi mu o Boga, "który jest w niebie", lecz o tego, który "złożył siebie" w jego sercu. W kolejnych strofach odrzuca chrześcijańskiego Boga, czczonego przez prawosławnych mnichów i patriarchów, któremu zarzuca stworzenie człowieka i wtrącenie go w nędzę, chronienie władców i możnych tego świata przy równoczesnym zmuszaniu biedaków do pokory bez nadziei na poprawę losu. Oskarża Boga o obronę kłamców, tyranów, głupców i wrogów ludu. Kontrastuje go z "Bogiem rozumu", w którym upatruje obrońcy uciśnionych, który może dawać ludom siłę do walki z uciskiem. Prosi go o siłę, by również mógł stanąć do walki, a w niej zginąć i zostać pochowanym w ojczystej ziemi, nie zaś przez całe życie pozostawał w samotności, stopniowo tracąc zapał i nadzieję.
Moja modlitwa jest jednym z wierszy Botewa o charakterze zaangażowanym, politycznym, walczącym. Późniejsza krytyka uznała go za najcenniejsze dzieło z tej grupy utworów poety, obok wcześniejszego wiersza Walka. Moją modlitwę sam Botew uważał za szczególnie ważny utwór w swoim dorobku, najpełniej wyrażający podstawowe wartości jego światopoglądu: racjonalizm, patriotyzm i osobiste bohaterstwo. W utworze tym Botew zaatakował hierarchię prawosławną, którą uznał za współpracownika zarówno okupujących Bułgarię Turków, jak i bogaczy, twórców ucisku społecznego. Wątek odrzucenia religii i zastąpienia jej wiarą w człowieka i moc jego rozumu powtarzał się regularnie w twórczości poety, jak również w jego tekstach o charakterze propagandowym i publicystycznym (np. naśladujący prawosławne wyznanie wiary tekst Symbol - wyznanie wiary komuny bułgarskiej). Henryk Batowski uważa, że pierwowzorem dla takiego ujęcia podobnych problemów mógł być wiersz Russkij bog Pietra Wiaziemskiego.